# Martin Hänggi
Martin Hänggi (* 17. März 1968 in Davos) ist ein Schweizer Eisschnellläufer, Inlineskater und vormaliger Eishockeyspieler.
Als Eishockeyspieler beim HC Davos, Lausanne HC, EHC Bülach, EHC Uzwil und SC Herisau absolvierte Hänggi insgesamt 276 Nationalliga-Spiele im Eishockey. 1998 beendete er seine Karriere als Spielertrainer in der 2. Liga. Im Jahre 2008 hat er einen neuen Eishockeyclub in Davos gegründet, den HC Powerplayer Davos. Zwischenzeitlich spielt er mit dem Club in der 3. und 4. Liga.
1998 wechselte Hänggi vom Eishockey zum Eisschnelllauf und Inlineskaten und ist bis heute (2020) in beiden Sportarten aktiv. Als Eisschnellläufer wurde er bislang 70-facher Schweizermeister in verschiedenen Teildisziplinen. Er nahm in den vergangenen Jahren an Weltcuprennen teil und war bei den Europameisterschaften in den Jahren 2003, 2006, 2007, 2011, 2013 und 2017 aktiv. Er ist der älteste Teilnehmer, der jemals an Europameisterschaften gelaufen ist und bei einem Weltcup teilnahm. Seine bisher erfolgreichste Eisschnelllauf-Weltcupsaison war 2012/2013 mit dem 29. Gesamtrang und der 12. Platz an der Weltmeisterschaft. Auch als Inlineskater ist er national erfolgreich. In den vergangenen 20 Jahren nahm er an praktisch allen Swiss-Inlinecup-Rennen teil, wurde Schweizermeister und nahm zwischen 1999 und 2011 an Europa- und Weltmeisterschaften teil.
Hänggi ist eidgenössisch diplomierter Swiss Olympic Trainer, Personal-Trainer, J&S-Eisschnelllauf- und Eishockeyexperte und Powerskating-Coach bei der Swiss Ice Hockey Federation.
Am 12. Dezember 2012 eröffnete Martin Hänggi zusammen mit seiner Familie einen Bioladen in Davos. Er ist Fitness- und Personaltrainer in seinem Gym in Davos, das 1981 gegründet wurde.

## Erfolge
Schweizer Meister im Eisschnelllauf
- Allround (Grosser Vierkampf): 2000–2005, 2007, 2008, 2010, 2011, 2014, 2015
- Allround (Kleiner Vierkampf): 2006, 2013, 2020
- Sprint-Vierkampf: 2000, 2001, 2002, 2006, 2008
- 500 Meter: 2000, 2001, 2002, 2003, 2004,
- 1000 Meter: 2000, 2001, 2002, 2003, 2004, 2007, 2008, 2010,
- 1500 Meter: 2000, 2001, 2002, 2004, 2005, 2008, 2010, 2012, 2015
- 5000 Meter: 2000, 2001, 2002, 2003, 2005, 2006, 2008, 2010, 2011, 2012, 2013, 2014, 2015, 2018, 2020
- 10.000 Meter: 2000, 2001, 2002, 2004, 2005, 2006, 2008, 2010, 2011, 2014, 2015, 2017, 2019

Seniorenweltmeister
- Weltmeister 2020 über 500, 5000, und 10.000 m
- Weltrekord 2020 über 5000 und 10.000 m und Grosser Allround